# Canterbury City F.C.
Canterbury City FC là một câu lạc bộ bóng đá có trụ sở tại Canterbury, Kent, Anh. Đội bóng hiện thi đấu tại Southern Counties East League Division One và dùng chung sân nhà với Faversham Town ở Salters Lane.

## Danh hiệu
- Kent League

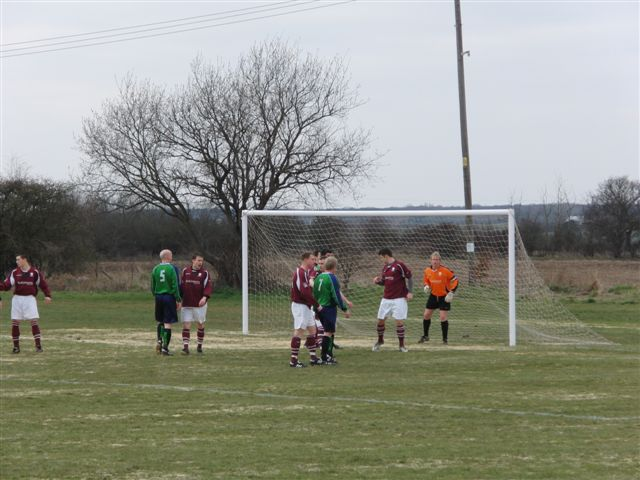
Canterbury City trong trận đấu với Snodland năm 2010

  - Nhà vô địch League Cup mùa giải 1949–50
- Kent County League
  - Nhà vô địch Division One East mùa giải 2008–09
  - Nhà vô địch Division Two East mùa giải 2007–08
  - Nhà vô địch Les Leckie Cup mùa giải 2008–09[3]
- Kent Senior Cup
  - Nhà vô địch mùa giải 1953–54
- Kent Senior Trophy
  - Nhà vô địch mùa giải 1979–80
- Frank Norris Trophy
  - Nhà vô địch các mùa giải 1988–89, 1989–90
- Kent County Junior Cup
  - Nhà vô địch mùa giải 2007–08

## Thống kê
- Thành tích tốt nhất tại FA Cup: Vòng một các mùa giải 1964–65, 1968–69[4]
- Thành tích tốt nhất tại FA Trophy: Vòng hai mùa giải 1974–75[4]
- Thành tích tốt nhất tại FA Vase: Bán kết mùa giải 018–19[4]